# Église Notre-Dame-des-Victoires de San Francisco
Pour les articles homonymes, voir Église Notre-Dame-des-Victoires.
L'église Notre-Dame-des-Victoires est un édifice religieux catholique sis à San Francisco, en Californie (États-Unis). Fondée en 1856 par des immigrants français, elle reste un centre francophone important de la ville de San Francisco.

## Éléments d'histoire
L'église fut fondée en 1856 par des immigrants catholiques français participant à la ruée vers l'or,.
Le modèle architectural pour l'église est la basilique Notre-Dame de Fourvière à Lyon.
Elle fut reconstruite après le tremblement de terre de 1906.
Un établissement scolaire annexe, l'école Notre-Dame-des-Victoires, est ouvert en 1924 par les sœurs de Saint-Joseph d'Orange (Californie).
L'église reste un centre important de la communauté française de San Francisco. Elle est située tout à côté du « Quartier français » de Belden Place. La messe dominicale de 10 h 30 y est célébrée en français.

## Galerie d'images

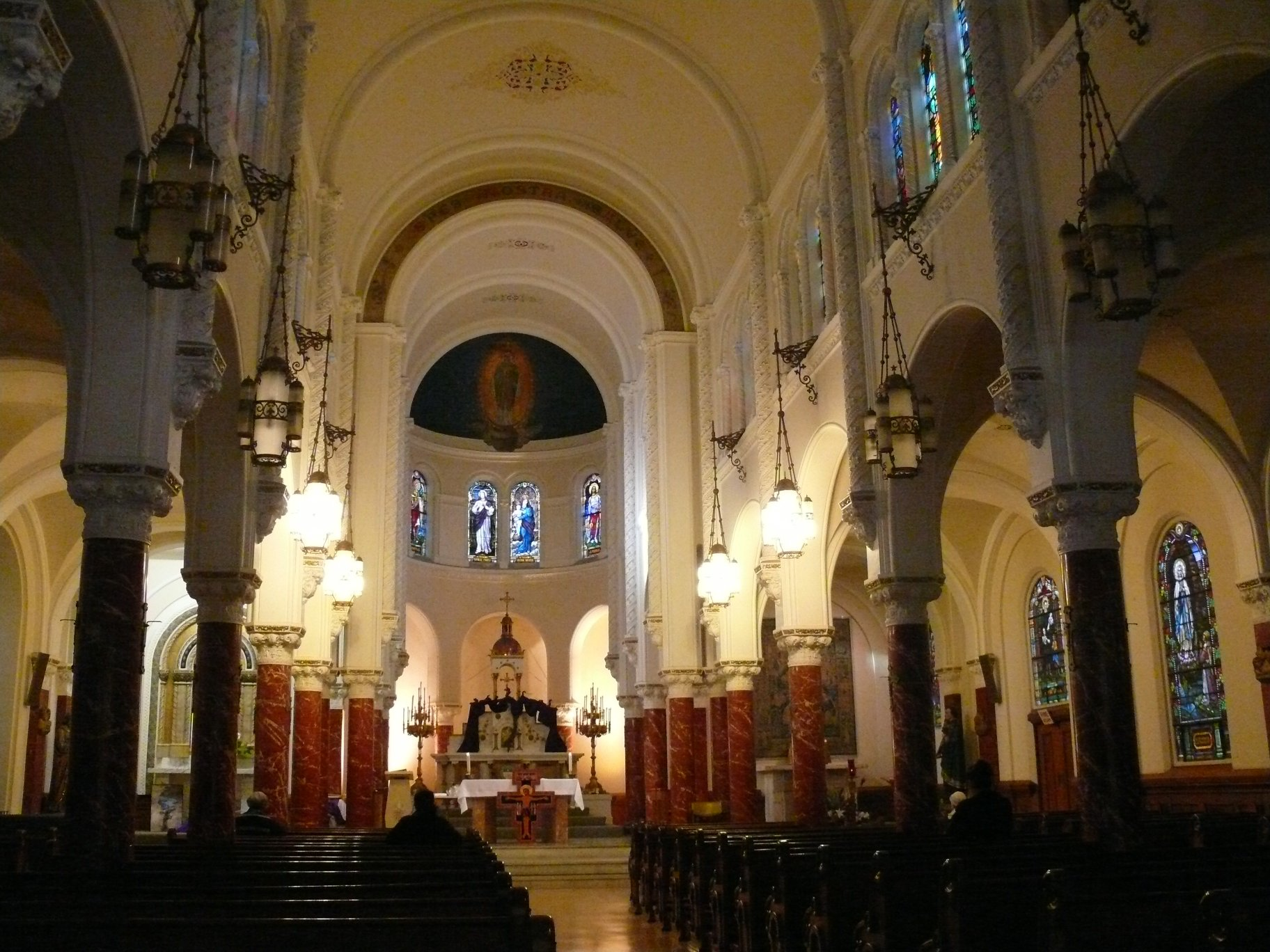
La nef.
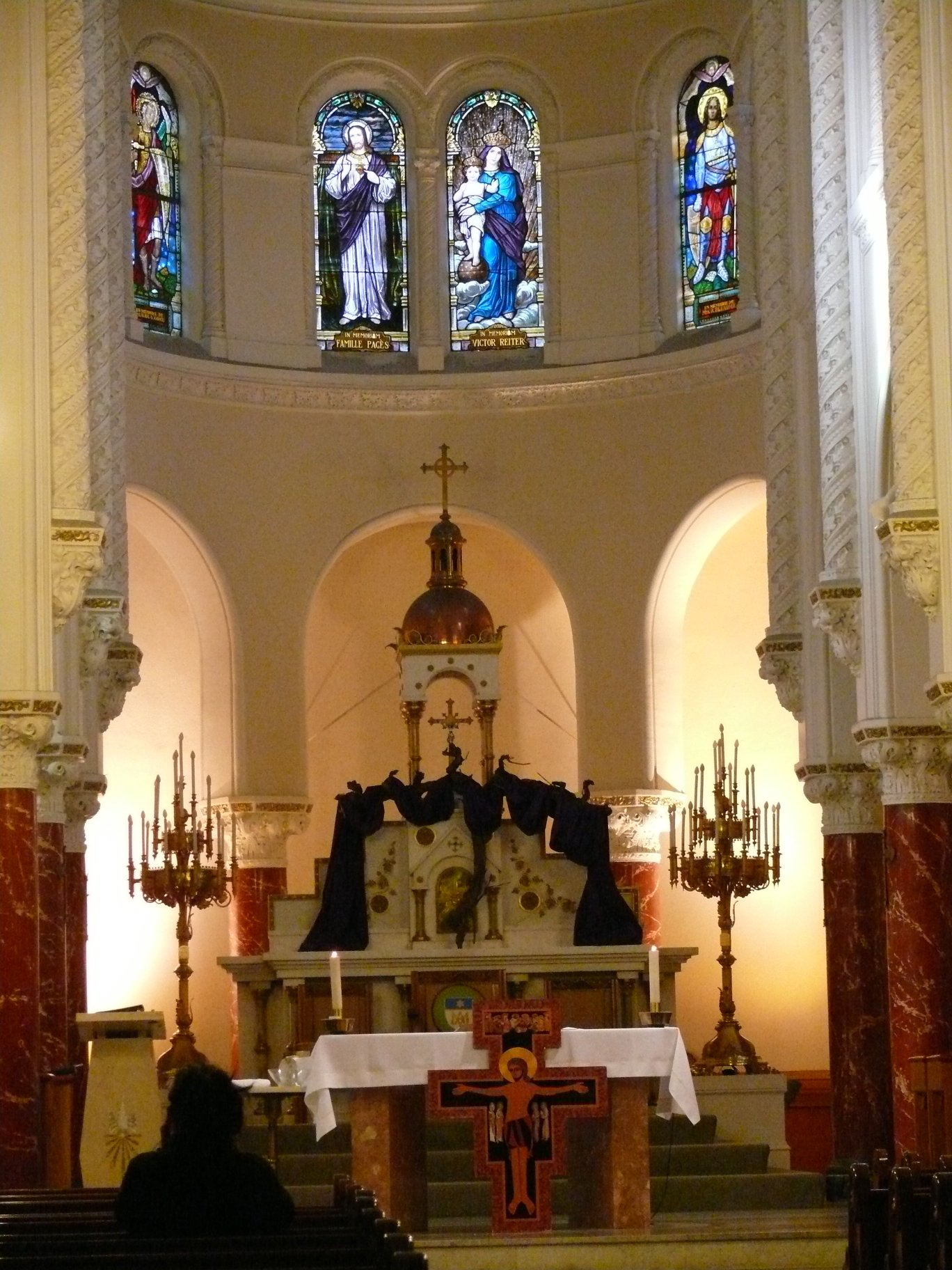
Le chœur.
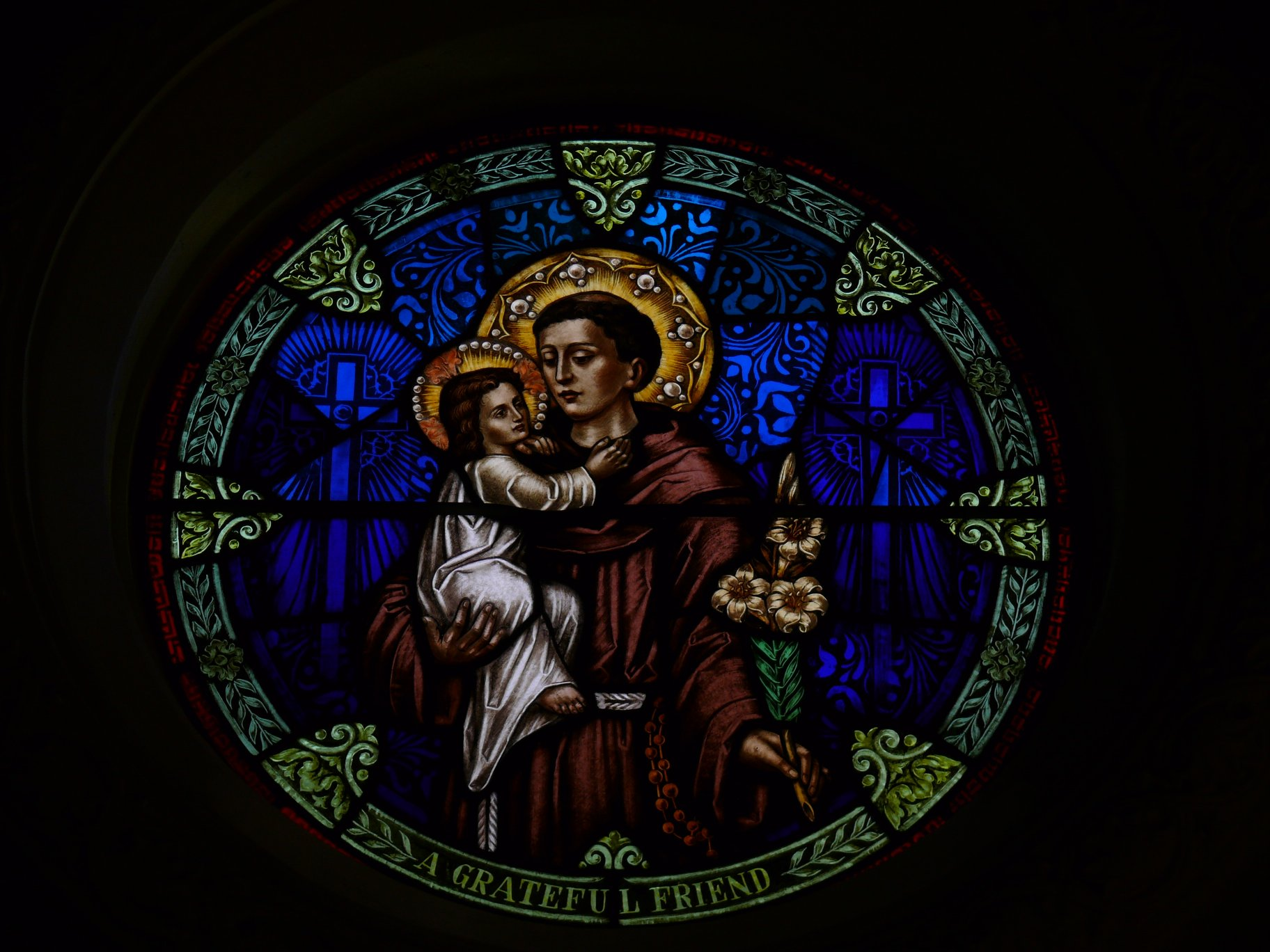
Vitrail.
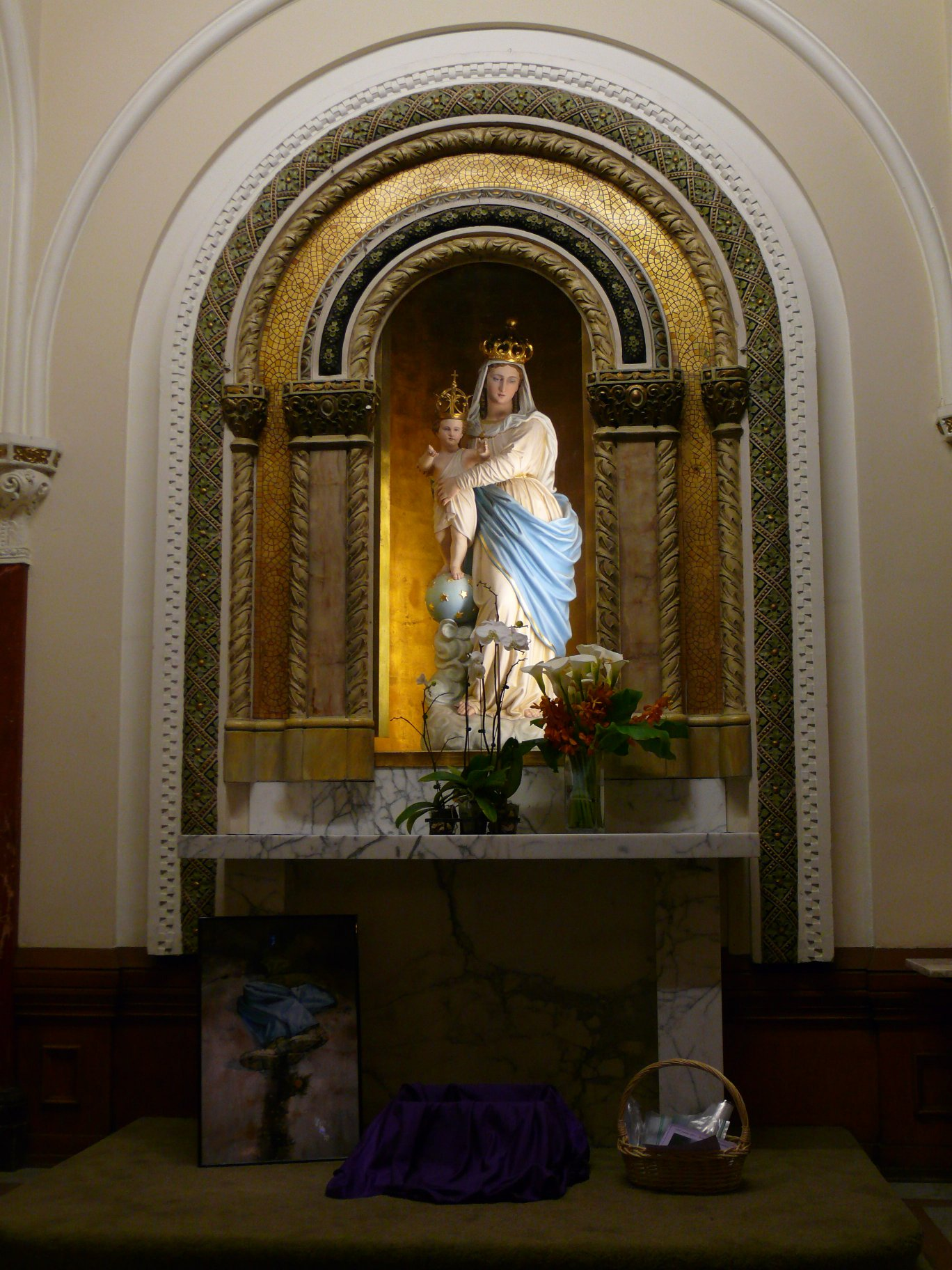
Statue de la Vierge.

### Sources
- (en) Cet article est partiellement ou en totalité issu de l’article de Wikipédia en anglais intitulé « Notre-Dame-des-Victoires, San Francisco » (voir la liste des auteurs).